# Ignatius' brev til efeserne
Ignatius' brev til efeserne er et af Ignatius' syv breve. Denne biskop Ignatius af Antiokia skrev dette brev til menigheden i Efesos, mens han selv opholdt sig i Smyrna på sin fangeskabsrejse til Rom.

## Indhold
Brevet har 21 små afsnit på 8-16 linjer og indeholder hilsner og formaninger til at adlyde og underkaste sig ældsterådet og særligt deres biskop Onesimus, som Ignatius mødte i Smyrna. Biskoppen, mener Ignatius, er overhovedet for menigheden, og som en husherre bør han betragtes som Herren selv (6,1). Derudover glæder han sig over, at menigheden har afvist kætterisk lære og formaner den til at komme ofte sammen, da det tilintetgør Satans kræfter (13,1). Ignatius, der snart ved, han vil blive kastet for de vilde dyr, ser sig selv som et sonoffer og en løsesum for efeserne (8,1 og 21,1), og han ser sine lænker som åndelige perler (11,2).
Brevet indeholder desuden formaninger til uophørlig bøn (10,1), mod vrede (10,2) og om at forblive i fuldstændig renhed og sømmelighed i Jesus Kristus, både kødeligt og åndeligt (10,3) og om, at det er bedre at tie end at tale (15,1). Ignatius ser tiden som de sidste tider, og derfor opfordres de kristne til at frygte for den kommende vrede eller elske den nuværende nåde (11,1).
I afsnit 18 gives en beretning om Jesus, der har visse lighedspunkter med den apostolske trosbekendelse:
| Citat | For vor Gud, Jesus Kristus, blev efter Guds plan undfanget af Maria "af Davids slægt" og dog af Helligånden; han blev født og døbt, for at han ved lidelsen skulle rense vandet. | Citat |
|       | |       |

Marias jomfruelighed, hendes barnefødsel og Jesu død var tre højtråbende hemmeligheder, der var skjult for verdens fyrste, men åbenbaret ved en stjerne på himlen (19,1-2), og det viser, hvor vigtigt særligt inkarnationens og forsoningens hemmelighed var for Ignatius.

## Eksterne links
- Early Christian writings: on-line tekster af Ignatius' breve og kommentarer.